# Hortense Schneider
Pour les articles homonymes, voir Schneider.

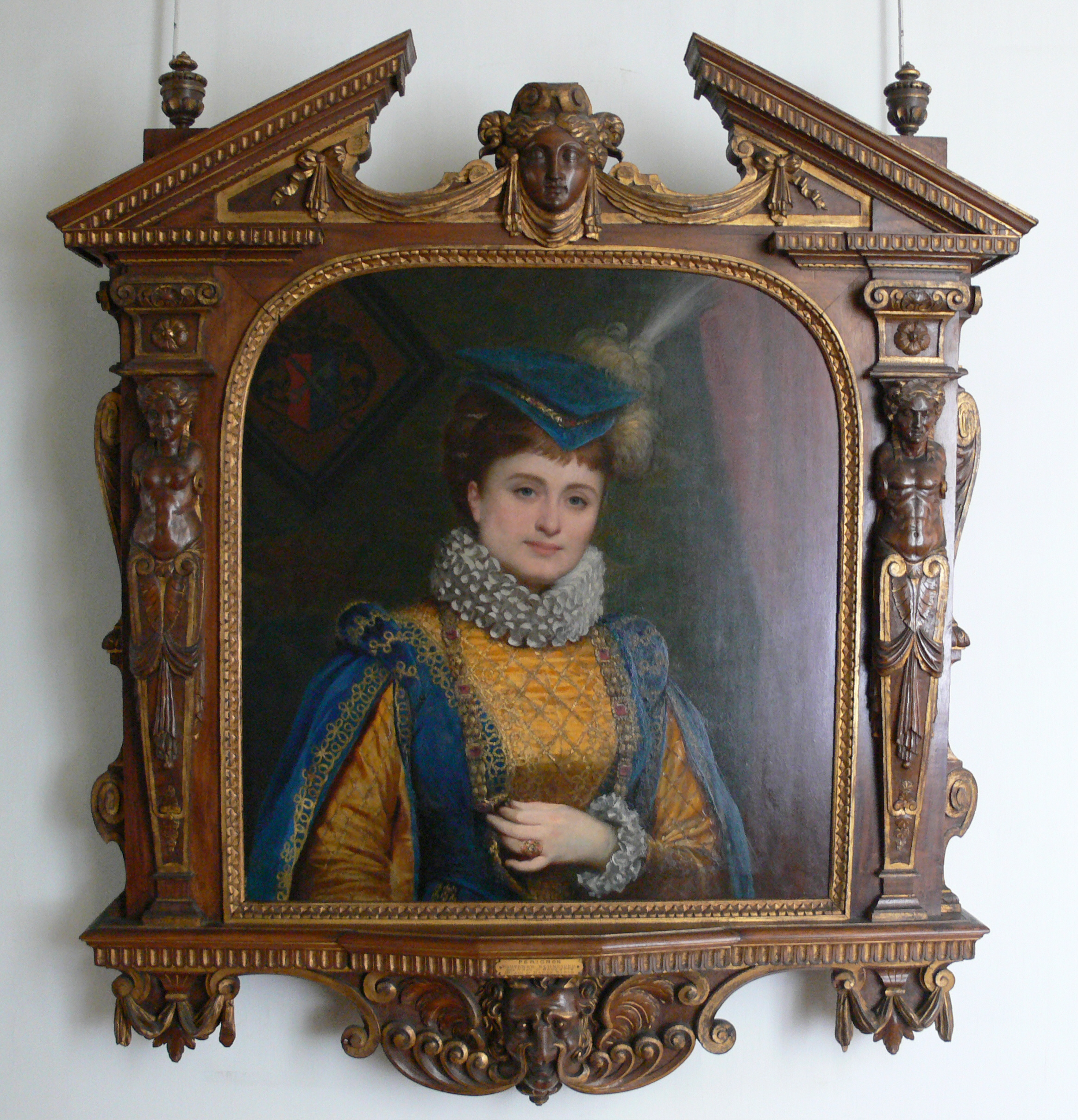
Alexis Joseph Pérignon, Hortense Schneider dans le rôle de Boulotte (1874).

Catherine Jeanne Schneider, dite Hortense Schneider, est une cantatrice française née le 30 avril 1833 à Bordeaux et morte le 6 mai 1920 à Paris 16e, qui connut un immense succès sous le Second Empire.

## Biographie

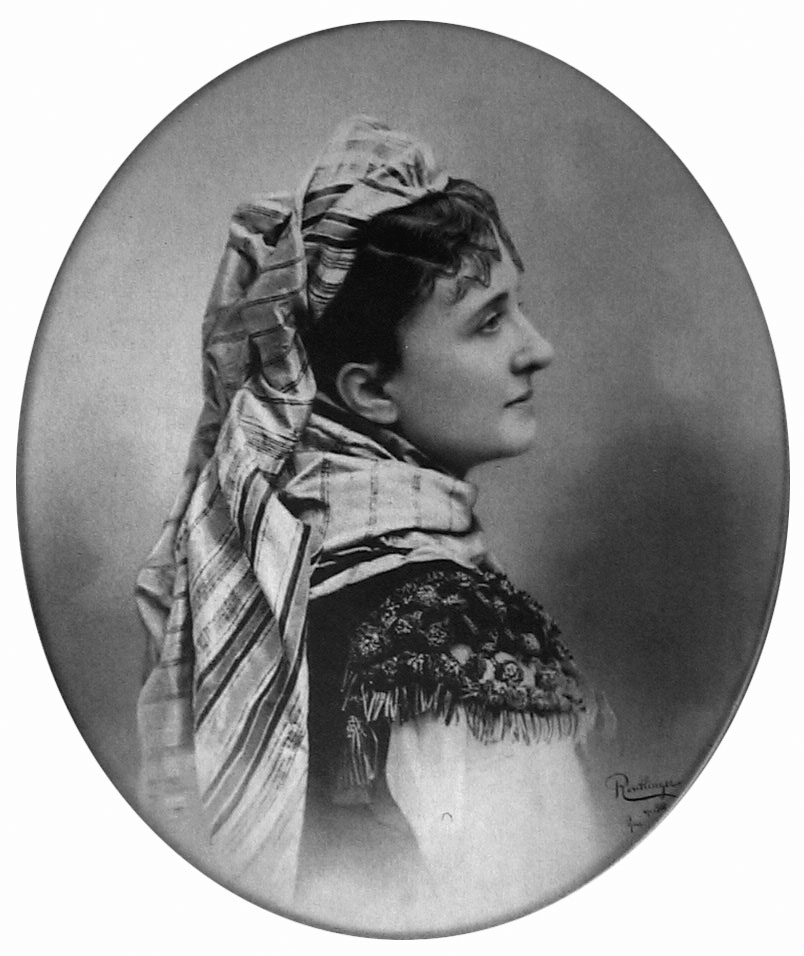
Charles Reutlinger, Hortense Schneider dans « La Périchole » (1868), photographie.

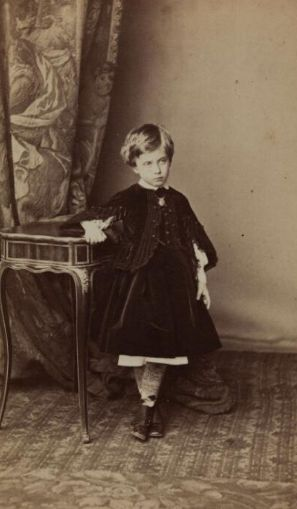
Georges André Schneider, fils d'Hortense, photographie de Robert Jefferson Bingham.

Fille d'un tailleur alsacien, Jean Georges Schneider, né à Bauheim en 1801, installé à Bordeaux (Caudéran) et mort le 12 mars 1860, alcoolique, et de son épouse née Élisabeth Boissières, Hortense commence à chanter dès l'âge de trois ans (1836), monte sur scène à douze (1845), tout en prenant des leçons de chant, puis se joint à une petite troupe de province, au théâtre d'Agen.
Elle s'installe à Paris en 1855. C'est à cette époque qu'elle abandonne son prénom originel pour celui d'« Hortense », qui était celui de la mère de l'empereur.
Elle devient la maîtresse du chanteur Jean Berthelier, qui la présente au compositeur Jacques Offenbach. Celui-ci l'engage immédiatement aux Bouffes-Parisiens qui venaient d'ouvrir le 5 juillet de cette année-là. Elle débute dans une opérette en un acte basée sur une légende bretonne, Le Violoneux, avec un livret de Joseph Darcier et une musique d'Offenbach. Sa « grâce » et son « élégance » lui valent les louanges du journal Le Figaro. 
Elle y crée ensuite Tromb-al-ca-zar et La Rose de Saint-Flour, toujours d'Offenbach, avant d'être embauchée aux Variétés puis au Palais-Royal.
Elle retrouve Offenbach pour Le Brésilien, première collaboration du musicien avec les dramaturges Henri Meilhac et Ludovic Halévy. Elle devient la muse du trio et leur inspire leurs plus grands succès aux Variétés. 
En 1858, de sa liaison avec le Ludovic de Gramont, duc de Caderousse (1835-1865) naît un fils, André, handicapé mental.
En 1864, elle tient le rôle principal dans La Belle Hélène. Lors de la création de cette pièce, une rivalité l'oppose à l'actrice Léa Silly, au point qu'elle refuse que celle-ci se livre à la moindre fantaisie lorsqu'elles sont ensemble sur scène. 
L'année suivante, le duc de Gramont-Caderousse meurt, lui léguant une partie de sa fortune afin de subvenir aux besoins de leur fils, Georges André Schneider.
Barbe-Bleue est créée en 1866, et en 1867 La Grande-Duchesse de Gérolstein est écrite pour l'Exposition universelle. Hortense Schneider y obtient un triomphe, et toutes les têtes couronnées du monde se pressent dans sa loge, l'empereur Napoléon III et le prince de Galles, le tsar Alexandre II de Russie, mais aussi le khédive d'Égypte, Ismaïl Pacha, avec qui elle entretient une liaison. La beauté et le talent de l'actrice font de La Grande-Duchesse de Gérolstein le clou de l'Exposition. L'année suivante, elle passe quelques mois en Égypte auprès du khédive, toujours épris d'elle. 
La défaite de 1871, la chute de l'Empire et l'épisode tragique de la Commune de Paris mettent un terme à l'insouciance de la « fête impériale », et la Troisième République naît dans cette atmosphère de crises majeures et difficilement surmontées. La carrière d'Hortense, qui a près de quarante ans, décline en France. 
Cependant, toujours appréciée à l'étranger, elle est invitée par les cours d'Europe qui dépensent des fortunes pour la faire venir, notamment en Russie. Elle collabore encore avec Hervé pour La Veuve du Malabar (1873) et La Belle Poule (1875), puis se retire définitivement après la mort d'Offenbach en 1880 pour se consacrer à son fils.
En 1881, âgée de quarante-huit ans, elle épouse un Italien qui se prétend « comte de Bionne » mais qui, en réalité, n'a aucun titre et qui est sans doute plus motivé par la fortune de l'actrice que par l'amour. La séparation a lieu très peu de temps après le mariage. Elle se fait bâtir en 1883 un hôtel particulier au 123, avenue de Versailles (démoli en 1969), et se consacre à son fils, mort en 1919,. 
Elle meurt à Paris en 1920, quelques mois après son fils, Georges André. Elle lègue toute sa fortune à l'Orphelinat des Arts.
Elle est inhumée au cimetière protestant de Bordeaux.

## Témoignages
- Gustave Claudin (1823-1896), journaliste au Figaro  :

« Mademoiselle Hortense Schneider, dotée d'une voix qu'Auber allait entendre lorsque, disait-il, il voulait se gargariser délicieusement les oreilles, avait une carnation de Rubens, avec cela un sourire vainqueur et des yeux fripons, à ce point de damner un archevêque, comme on disait au XVIIIe siècle. »

- Paulus (1845-1908), chanteur à succès :

« Hortense Schneider fut la triomphatrice du Second Empire. Sa cour était aussi suivie que celle des Tuileries… et plus amusante. Les souverains, en visite à Paris, s'empressaient d'y accourir, aussitôt les hommages officiels rendus et venaient quêter, de la belle étoile, un sourire… et le reste. Or, comme le cœur était aussi hospitalier que la maison, « on » [Léa Silly, sa rivale] l'avait surnommé plaisamment « le Passage des Princes ». »

## Principaux rôles
- 1858 : Le Fils de la belle au bois dormant de Lambert-Thiboust, Paul Siraudin et Adolphe Choler, théâtre du Palais-Royal
- 1860 : La Pénélope à la mode de Caen d'Eugène Grangé, Paul Siraudin et Lambert-Thiboust, théâtre du Palais-Royal
- 1864 : La Belle Hélène, théâtre des Variétés
- 1866 : Barbe-Bleue, théâtre des Variétés
- 1867 : La Grande-duchesse de Gérolstein, théâtre des Variétés
- 1868 : La Périchole, théâtre des Variétés
- 1869 : La Diva, théâtre des Bouffes-Parisiens

### Iconographie
- Albert-Ernest Carrier-Belleuse, Hortense Schneider, vers 1855, terre cuite, musée du Second Empire, château de Compiègne
- Edmond Morin, La Loge d'Hortense Schneider au théâtre des Variétés, 1873, aquarelle, musée du Second Empire, château de Compiègne ; le tableau sur le site de la RMN
- Alexis Joseph Pérignon, Hortense Schneider en costume de Boulotte dans Barbe-bleue, 1886, huile sur bois, musée du Second Empire, château de Compiègne